# Jolin Tsai
Jolin Tsai (chin: 蔡依林, pinyin: Cài Yīlín, Wade-Giles: Tsai I-lin; ur. 15 września 1980 w Xinzhuang na Tajwanie) – tajwańska wokalistka popowa.

## Biografia
Urodzona i wychowana na Tajwanie, Tsai rozpoczęła karierę jako wokalistka, wygrywając w konkursie śpiewu MTV w 1998 roku.
W lipcu 1999 ukazał się jej pierwszy singiel, Living With the World, zaś dwa miesiące później album Jolin 1019, który sprzedał się w ponad 400.000 egzemplarzy.
Jej album, Magic z 2003 r., jest uważany za jeden z jej największych sukcesów.
W 2006 za teledysk Dancing Diva otrzymała nagrodę stylistów podczas MTV Asia Awards w Bangkoku.
Album, Play został wydany w 2014 r. Tsai dzięki niemu zyskała międzynarodową sławę. Do promocji albumu posłużył singiel "I'm Not Yours" nagrany wspólnie z japońską piosenkarką Namie Amuro.
Po kilku udanych albumach, jej następny album ma ukazać się w 2018 roku.
Jolin Tsai jest jedną z najlepiej zarabiających tajwańskich piosenkarek, sprzedała ponad 25 milionów płyt oraz otrzymała liczne nagrody w Azji.

## Dyskografia

### Albumy
- 1019 (10 września 1999)
- Don't Stop (26 kwietnia 2000)
- Show Your Love (22 grudnia 2000)
- Lucky Number (7 lipca 2001)
- Magic  (7 marca 2003)
- Castle (27 lutego 2004)
- J-Game (25 kwietnia 2005)
- Dancing Diva (12 maja 2006)
- Agent J (27 września 2007)
- Butterfly (27 marca 2009)
- Myself (13 sierpnia 2010)
- Muse (14 września 2012)
- Play (15 listopada 2014)
- Ugly Beauty (26 grudnia 2018)